# Sellerio Editore
Sellerio Editore é uma editora italiana fundada em 1969, em Palermo, por Elvira Giorgianni e por seu marido Enzo Sellerio, incentivados pelo escritor Leonardo Sciascia e pelo antropólogo Antonino Buttitta.

## História
Após alguns títulos publicados na primeira coleção, de sugestivo nome La civiltà perfezionata (A civilização aperfeiçoada), a editora obtém visibilidade com a publicação em 1978 do livro de Sciascia L’affaire Moro (O caso Aldo Moro).
A partir de então cresce o número de coleções, a começar pela La memoria (A memória), hoje praticamente um símbolo da editora.
Entre os escritores que colaboraram com a Sellerio destacam-se Gesualdo Bufalino, vencedor do Premio Strega e, com a publicação em 1981 de Diceria dell’untore (publicado como ‘O disseminador da peste’ no Brasil e ‘A dança da morte’ em Portugal), vencedor do Premio Campiello, e Andrea Camilleri.
De 1983 Elvira Sellerio passa a dedicar-se somente às publicações de narrativa e de ensaios enquanto Enzo Sellerio passa a ocupar-se das publicações de arte e de fotografia.
Entre as coleções se encontran também séries especializadas, como La città antica (A cidade antiga), de cultura clássica, e a Biblioteca Siciliana de História e Literatura (Biblioteca siciliana di storia e letteratura).
Em 2010, o catálogo da Sellerio tinha mais de três mil títulos.
Após a morte de Elvira Sellerio em 2010 a editora continua sob direção do fundador Enzo Sellerio, juntamente com seus filhos Antonio e Olivia Sellerio, além do pesquisador Salvatore Silvano Nigro.

## Escritores italianos

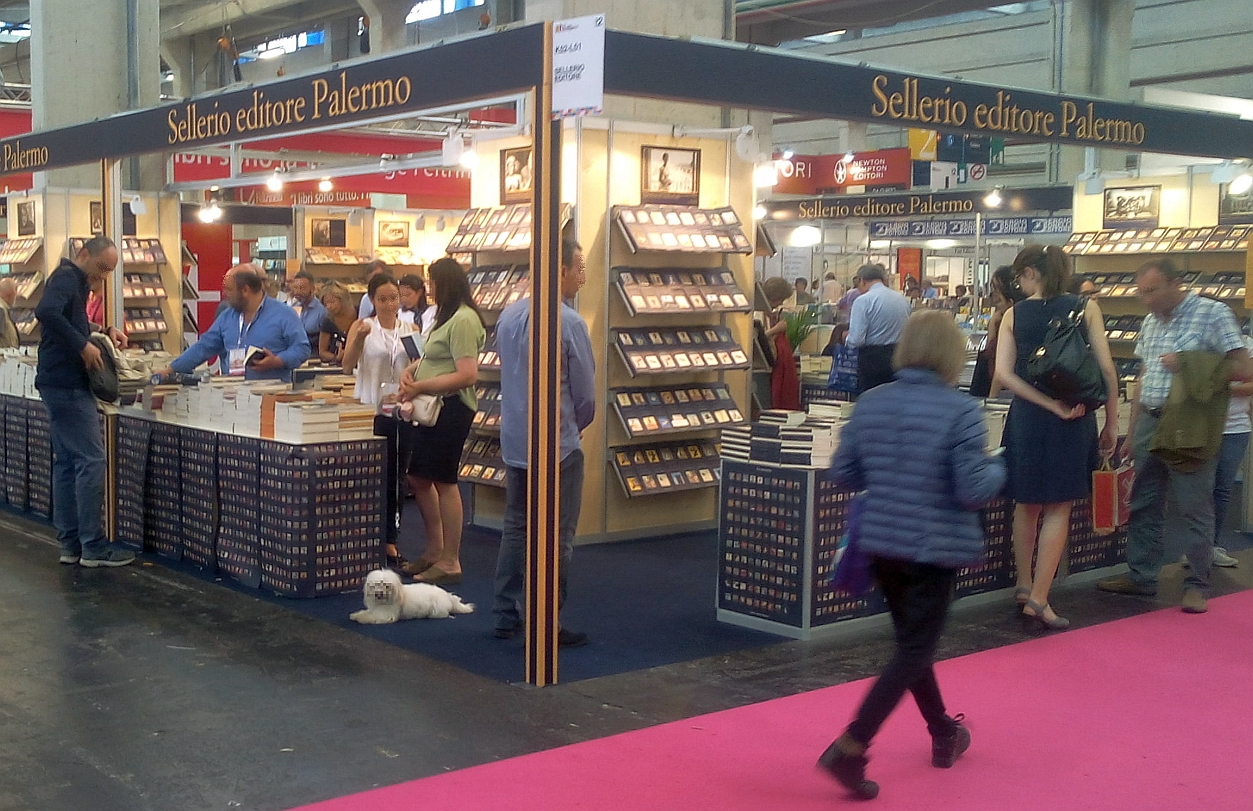
O stand Sellerio ao Salone del libro 2017.

- Luisa Adorno
- Sebastiano Aglianò
- Giulio Angioni
- Maria Attanasio
- Sergio Atzeni
- Gesualdo Bufalino
- Davide Camarrone
- Andrea Camilleri
- Luciano Canfora
- Gianrico Carofiglio
- Vincenzo Consolo
- Ugo Cornia
- Augusto De Angelis
- Marco Ferrari
- Pietro Grossi
- Carlo Lucarelli
- Marco Malvaldi
- Antonio Manzini
- Lorenza Mazzetti
- Giovanni Merenda
- Maria Messina
- Andrea Molesini
- Angelo Morino
- Laura Pariani
- Santo Piazzese
- Alessandro Robecchi
- Francesco Recami
- Federico Maria Sardelli
- Gaetano Savatteri
- Furio Scarpelli
- Giorgio Scerbanenco
- Leonardo Sciascia
- Adriano Sofri
- Fabio Stassi
- Antonio Tabucchi
- Turi Vasile
- Giosuè Calaciura

## Livros em série
- La memoria
- La rosa dei venti
- Il contesto
- Il divano
- Alle 8 di sera
- Nuovo prisma
- La nuova diagonale
- Galleria
- Le indagini di Montalbano
- Biblioteca siciliana di storia e letteratura
- Corti
- Il castello
- Il gioco delle parti. Romanzi giudiziari
- Il mare
- La diagonale
- Le parole e le cose
- Tutto e subito
- Fine secolo
- Quaderni della Biblioteca siciliana di storia e letteratura
- L'Italia
- La città antica
- Teatro
- Nuovo Museo
- L'isola
- La civiltà perfezionata
- Fantascienza
- Prisma
- Museo
- La pietra vissuta
- Le favole mistiche
- Fuori collana
- App
- Narrativa per la scuola
- La memoria illustrata
- I cristalli
- I cristallini
- Varia
- Cataloghi
- Bel vedere
- Diorama
- L'occhio di vetro
- La Cuba

## Séries de televisão dedicadas a livros
- O comissário Montalbano -  Le indagini di Montalbano
- O jovem Montalbano - La memoria